# Burning Up Tour
Il Burnin' Up Tour è il quinto tour dei Jonas Brothers. Questo tour promuove il loro terzo album A Little Bit Longer. Questo tour ha anche promosso film Disney per la televisione, Camp Rock in cui i Jonas Brothers avevano recitato. Inoltre, il Burning'Up Tour è stato utilizzato per promuovere la musica della Disney star Demi Lovato. Il tour era iniziato il 4 luglio 2008. Ad Anaheim il 13 e il 14 luglio il film Jonas Brothers: The 3D Concert Experience che è stato pubblicato 27 febbraio 2009. Il film include duetti musicali di Demi Lovato e Joe, Taylor Swift con i fratelli e la guardia del corpo dei Jonas Robert "Big Rob" Feggans, tutti e tre sono stati accreditati come cast principale di questo film. La colonna sonora dal vivo è stata pubblicata la stessa settimana prima della distribuzione del film il 24 febbraio 2009.
Avril Lavigne, Demi Lovato, The Veronicas, Robert Schwartzman dei Rooney e country e Taylor Swift sono stati ospiti per delle tappe del tour. Taylor Swift ha cantato il suo singolo Should've Said No in duetto con i Jonas Brothers.

## Scalette

### Demi Lovato
1. "That's How You Know"
2. "La La Land"
3. "Trainwreck"
4. "Gonna Get Caught"
5. "Day Dream" (Avril Lavigne Cover)
6. "Until You're Mine"
7. "Party"
8. "Two Worlds Collide"
9. "Don't Forget"
10. "Get Back"

#### Essex Junction show
1. "That's How You Know"
2. "Party"
3. "La La Land"
4. "Trainwreck"
5. "Don't Forget"
6. "Get Back"

### Taylor Swift
1. "Should've Said No"

### Avril Lavigne
1. "Girlfriend"
2. "Complicated"

### Jonas Brothers
1. "That's Just the Way We Roll"
2. "Shelf"
3. 'Hold On"
4. "BB Good"
5. "Goodnight and Goodbye"
6. "Video Girl"
7. "Gotta Find You"
8. "This Is Me" with Demi Lovato
9. "A Little Bit Longer"
10. "Hello Beautiful"
11. "Still In Love With You"
12. "Tonight"
13. "Year 3000"
14. "Pushin' Me Away"
15. "Can't Have You"
16. "Play My Music"
17. "Live To Party"
18. "I'm Gonna Getcha Good" (Shania Twain cover)
19. "Lovebug"
20. "SOS"
21. "When You Look Me in the Eyes"
22. "Burnin' Up" with Big Rob Feggans

### Puerto Rico show

#### Honor Society
1. "Over You"
2. "My Own Way"
3. "See You In The Dark"

#### Jonas Brothers
1. "That's Just The Way We Roll"
2. "Shelf"
3. "'Hold On"
4. "BB Good"
5. "Goodnight and Goodbye"
6. "Video Girl"
7. "Gotta Find You"
8. "A Little Bit Longer"
9. Don't Close The Book with Honor Society
10. "I'm Gonna Getcha Good (Shania Twain cover)"
11. "Still In Love With You"
12. "Tonight"
13. "Year 3000"
14. "Pushin' Me Away"
15. "Hello Beautiful"
16. "Lovebug"
17. "Play My Music"
18. "SOS"
19. "When You Look Me in the Eyes"
20. "Burnin' Up with Big Rob Feggans"

### Date del tour
| Data             | Città             | Nazione               | Luogo                                        |
| Nord America     | Nord America      | Nord America          | Nord America                                 |
| ---------------- | ----------------- | --------------------- | -------------------------------------------- |
| 4 luglio 2008    | Toronto           | Canada                | Molson Amphitheatre                          |
| 5 luglio 2008    | Clarkston         | Stati Uniti d'America | DTE Energy Music Theatre                     |
| 6 luglio 2008    | Milwaukee         | Stati Uniti d'America | Summerfest                                   |
| 8 luglio 2008    | Oklahoma City     | Stati Uniti d'America | Ford Center                                  |
| 9 luglio 2008    | Dallas            | Stati Uniti d'America | SuperPages.com Center                        |
| 11 luglio 2008   | Phoenix           | Stati Uniti d'America | Cricket Wireless Pavilion                    |
| 12 luglio 2008   | Irvine            | Stati Uniti d'America | Verizon Wireless Amphitheatre                |
| 13 luglio 2008   | Anaheim           | Stati Uniti d'America | Honda Center                                 |
| 14 luglio 2008   | Anaheim           | Stati Uniti d'America | Honda Center                                 |
| 15 luglio 2008   | Mountain View     | Stati Uniti d'America | Shoreline Amphitheatre                       |
| 16 luglio 2008   | Sacramento        | Stati Uniti d'America | Sleep Train Amphitheatre                     |
| 17 luglio 2008   | Concord           | Stati Uniti d'America | Sleep Train Pavilion                         |
| 19 luglio 2008   | Greenwood Village | Stati Uniti d'America | Fiddler's Green Amphitheatre                 |
| 21 luglio 2008   | Omaha             | Stati Uniti d'America | Qwest Center                                 |
| 22 luglio 2008   | Maryland Heights  | Stati Uniti d'America | Verizon Wireless Amphitheater                |
| 23 luglio 2008   | Noblesville       | Stati Uniti d'America | Verizon Wireless Music Center                |
| 25 luglio 2008   | Hershey           | Stati Uniti d'America | Star Pavilion at Hersheypark Stadium         |
| 26 luglio 2008   | Hartford          | Stati Uniti d'America | New England Dodge Music Center               |
| 28 luglio 2008   | Cincinnati        | Stati Uniti d'America | Riverbend Music Center                       |
| 29 luglio 2008   | Charlotte         | Stati Uniti d'America | Verizon Wireless Amphitheatre                |
| 30 luglio 2008   | Raleigh           | Stati Uniti d'America | Walnut Creek Amphitheatre                    |
| 1º agosto 2008   | Scranton          | Stati Uniti d'America | Toyota Pavilion at Montage Mountain          |
| 2 agosto 2008    | Saratoga Springs  | Stati Uniti d'America | Saratoga Performing Arts Center              |
| 6 agosto 2008    | Baltimora         | Stati Uniti d'America | 1st Mariner Arena                            |
| 7 agosto 2008    | Mansfield         | Stati Uniti d'America | Comcast Center                               |
| 8 agosto 2008    | Wantagh           | Stati Uniti d'America | Nikon at Jones Beach Theater                 |
| 9 agosto 2008    | New York          | Stati Uniti d'America | Madison Square Garden                        |
| 10 agosto 2008   | New York          | Stati Uniti d'America | Madison Square Garden                        |
| 11 agosto 2008   | New York          | Stati Uniti d'America | Madison Square Garden                        |
| 14 agosto 2008   | Bethel            | Stati Uniti d'America | Bethel Woods Center for The Arts             |
| 15 agosto 2008   | Corfu             | Stati Uniti d'America | Darien Lake Performing Arts Center           |
| 16 agosto 2008   | Holmdel           | Stati Uniti d'America | PNC Bank Arts Center                         |
| 18 agosto 2008   | Bristow           | Stati Uniti d'America | Nissan Pavilion                              |
| 19 agosto 2008   | Virginia Beach    | Stati Uniti d'America | Verizon Wireless Virginia Beach Amphitheater |
| 20 agosto 2008   | Atlanta           | Stati Uniti d'America | Lakewood Amphitheatre                        |
| 22 agosto 2008   | Cuyahoga Falls    | Stati Uniti d'America | Blossom Music Center                         |
| 23 agosto 2008   | Columbus          | Stati Uniti d'America | Nationwide Arena                             |
| 24 agosto 2008   | Tinley Park       | Stati Uniti d'America | First Midwest Bank Amphitheatre              |
| 26 agosto 2008   | Burgettstown      | Stati Uniti d'America | Post-Gazette Pavilion                        |
| 27 agosto 2008   | Camden            | Stati Uniti d'America | Susquehanna Bank Center                      |
| 29 agosto 2008   | Syracuse          | Stati Uniti d'America | Great New York State Fair                    |
| 30 agosto 2008   | Allentown         | Stati Uniti d'America | Great Allentown Fair                         |
| 31 agosto 2008   | Essex             | Stati Uniti d'America | The Champlain Valley Exposition              |
| 2 settembre 2008 | University Park   | Stati Uniti d'America | Bryce Jordan Center                          |
| 4 settembre 2008 | Tampa             | Stati Uniti d'America | Ford Amphitheatre                            |
| 5 settembre 2008 | West Palm Beach   | Stati Uniti d'America | Cruzan Amphitheatre                          |
| Messico          |                   |                       |                                              |
| 20 dicembre 2008 | Città del Messico | Messico               | Foro Sol                                     |
| Caraibi          |                   |                       |                                              |
| 22 marzo 2009    | San Juan          | Porto Rico            | Coliseo de Puerto Rico, José Miguel Agrelot  |